# Claudio Silvero Acosta
Claudio Silvero Acosta SCI di Béth (* 30. Oktober 1935 in Iturbe) ist ein paraguayischer Geistlicher und emeritierter Weihbischof in Encarnación.

## Leben
Claudio Silvero Acosta trat der Ordensgemeinschaft der Priester des Heiligsten Herzens Jesu bei und empfing am 16. Dezember 1962 die Priesterweihe.
Papst Paul VI. ernannte ihn am 15. März 1976 zum Bischof von Coronel Oviedo. Der Apostolische Nuntius in Paraguay, Joseph Mees, spendete ihm am 1. Mai desselben Jahres die Bischofsweihe; Mitkonsekratoren waren Ismael Blas Rolón Silvero SDB, Erzbischof in Asunción, und Jerome Arthur Pechillo TOR, Weihbischof in Newark.
Papst Johannes Paul II. ernannte ihn am 26. März 1998 zum Weihbischof in Encarnación und Titularbischof von Curubis.
Am 15. November 2014 nahm Papst Franziskus seinen altersbedingten Rücktritt an.